# François Cottier
François Adolphe Pierre Cottier, né à Lyon en 1780, mort à Paris en 1843, est un négociant et banquier suisse, admis à la nationalité française en 1829, qui fut l'un des régents de la Banque de France.

## Biographie

### Milieu familial
François Cottier naît à Lyon le 8 novembre 1780. Il est issu d'une famille suisse originaire du village de Rougemont, dans le pays de Vaud, dont les racines connues remontent jusqu'en 1276,. Ses liens familiaux sont marqués de toutes parts par le commerce et par la banque, ainsi que par le protestantisme suisse.
Son grand-père David Cottier est pasteur à Roche, dans le canton de Vaud de 1737 à 1743, puis à Château-d'Œx où il meurt le 15 avril 1746 à l'âge de quarante-deux ans,. En 1739 il s'est marié avec Louise Guillard, fille de banquier, d'une famille qui avait acquis la seigneurie de Grandclos près d'Yvorne. Une fille, Jeanne Hélène Marie Esther, est bourgeoise de Rougemont et épouse Vincent Veillon, négociant à Roche et à Lyon,.
Son père, François Abraham Cottier, est bourgeois de Rougemont. Né en 1743, orphelin de père à l'âge de 3 ans, il est probablement élevé dans la famille de sa mère : il est négociant à Lyon lors de son mariage en 1778 avec Marguerite Marie Marcuard, d'une famille de banquiers bernois, originaires du canton de Vaud. Comme son père, il meurt assez tôt puisqu'en 1787 sa femme, devenue veuve, épouse en secondes noces Daniel-Henri Schérer, négociant et banquier suisse dont la famille est installée à Paris depuis deux générations.
François Cottier est donc orphelin de père assez jeune, Daniel-Henri Schérer devenant plus tard son tuteur. En 1807 il épouse Anne Joséphine (« Nancy ») Bontoux, fille de Jean Bontoux, négociant à Lyon, et de Betty André, sœur du banquier parisien Dominique André, fille du banquier Jean André (Nîmes, Gênes). Il a quatre enfants : Gustave et Henri qui meurent à l'âge de 13 et 22 ans, Louise Mathilde qui épousera son cousin César Ernest André et est la mère du banquier et collectionneur d'art Édouard André, et Maurice qui sera peintre et amateur d'art.
Il réside à partir de 1822 dans l'ancien hôtel de Lathan, construit en 1783 au n° 52 de la rue des Petites-Écuries (actuel 10e arrondissement de Paris). La famille Cottier conservera cette habitation jusqu'au début du XXe siècle.
Suisse par son père, il acquiert la nationalité française par ordonnance royale du 23 décembre 1829.
Il meurt à Paris le 4 juin 1843.

### Parcours professionnel
François Cottier s'associe en 1805 au second époux de sa mère dans la banque Schérer et Finguerlin. Il la quitte en 1808 pour fonder avec l'oncle de son épouse, Dominique André, la banque André et Cottier, dans laquelle Schérer et Finguerlin conservent des intérêts.
Il devient un représentant influent de la haute banque française. En 1816, il participe avec Jacques Laffitte à la réinstallation de compagnies d'assurances en France, à travers la fondation de la Compagnie royale d’assurances maritimes. Il en est secrétaire du conseil général d'administration lors de la dissolution de cette compagnie en 1820, et la formation de nouvelles compagnies : la Royale Vie, la Royale-Incendie et la Royale-Maritime, capable d'assurer les risques de guerre. Les deux premières prennent ultérieurement le nom de « La Nationale ». Cottier en est administrateur de 1820 à sa mort.
En 1818 il est nommé régent de la Banque de France, siège qu'il occupe jusqu'à sa mort. Il est également membre de la Chambre de commerce de Paris de 1815 jusqu'à sa mort, élu plusieurs fois comme trésorier.
Comme en témoigne sa correspondance avec Dominique André, les résonances socio-politiques de la haute banque ne manquent pas. Ainsi en 1816, 1817 et 1818, la banque André et Cottier apporte son soutien au gouvernement de la Restauration, par une série de quatre emprunts de 500 000 F chacun. Elle finance également plusieurs compagnies de construction et de gestion de canaux: canaux de Saint-Denis et de l'Ourcq, Quatre Canaux et Trois Canaux. Elle souscrit pour la société des chemins de fer d'Orléans, et participe dans ce cadre à de nombreuses émissions d'actions et d'obligations.
Elle participe à des financements d'opérations d'urbanisme et la construction de nouveaux quartiers à Paris. Ainsi en 1823 le percement de la rue Charles X (aujourd'hui rue La Fayette) sur des terrains achetés dans l'enclos-Saint-Lazare.
À l'étranger, elle s'intéresse au financement de la jeune République d'Haïti en 1823 et 1825, mais sa proposition n'est pas retenue.
En 1834 François Cottier succède à son oncle Dominique André à la gérance de la banque André et Cottier, et appelle à ses côtés le banquier suisse Adolphe Marcuard, qui lui succède à son tour à la gérance en 1842. La banque prend ensuite le nom de Marcuard et Cie.

### Activités philanthropiques et politiques
Fondateur et donateur de la Caisse d'épargne de Paris, en 1818, François Cottier en est secrétaire-adjoint, puis secrétaire et enfin vice-président en 1843.
En 1827-1828, période de l'abolition de l'esclavage, il est membre de la Société de la morale chrétienne, créée en 1821, d’abord œuvre protestante strictement religieuse, politiquement de plus en plus engagée (libérale) à la fin de la Restauration, attachée, jusqu’en 1848, aux combats pour le droit des peuples et la réforme pénale notamment.
Impliquée dans le soutien à la Grèce dans son soulèvement contre la domination ottomane, la banque André et Cottier gère les fonds du Comité philhellène de Paris, créé en février 1825.

## Distinctions
- 1836 : officier de la Légion d'honneur[22].